# PCC-777 대천
대천함은 충남 보령시의 예전 지명인 대천으로 진수된 해군 제3함대에 배속된 포항급 초계함이다..
제 원 (1990. 1. 7 취역) / 명 칭 : 해군 제3함대
PCC(초계함) / 1,270톤 / 전장88.3m, 폭10m, 높이25.2m
무 장 : 함포, 함대함미사일, 어뢰, 대잠폭뢰 등

## 같이 보기
- 대한민국 3함대